# 104 a.C.

## Eventos
- Caio Mário, pela segunda vez, e Caio Flávio Fímbria, cônsules romanos[1].
- Continua a Guerra Címbrica.
- Irrompe a Segunda Guerra Servil na Sicília:
  - O pretor Lúcio Licínio Lúculo é enviado pelo Senado contra os escravos que haviam se revoltado na Sicília. Ele chega com um exército de dezessete mil homens, e enfrenta Atenião da Sicília, com 40.000.